# Lisker
Lisker war eine Rockband mit Einflüssen baskischer Musik wie die häufige Verwendung von Flöten und in baskischer Sprache gehaltenen Texten. Sie bestand aus fünf Mitgliedern.

## Geschichte
1979 veröffentlichte die Band eine nach ihr benannte LP mit fünf Stücken, die zwischen fünf und neun Minuten lang waren.
Die Bandmitglieder waren Julián Alberdi (E-Gitarre), Jesús Gil (Flöte), Ernesto Gómez (Akustikgitarre, Gesang), José Antonio Salado (Schlagzeug) und Javier Zabala (Bass).

## Stil
Die als Space Rock oder Psychedelic Rock bezeichnete Musik, deren melodischer Flöteneinsatz im Kontrast zu harten Bluesriffen der Gitarre prägnant war, wurde mit Bands wie Deep Purple, Black Sabbath und Uriah Heep verglichen.

## Diskografie
- 1979: Lisker (Album, Xoxoa Records)